# Glasbek
Der Glasbek (in alten Karten auch Glasebek oder Glosebek) ist ein rechter Nebenbach der Bünzau in Schleswig-Holstein. Der Bach hat eine Länge von ungefähr 3 km und bildet die Grenze zwischen den Kreisen Rendsburg-Eckernförde und Steinburg. Er entspringt südöstlich des Tönsheider Waldes zwischen Aukrug und Sarlhusen und mündet südlich von Aukrug-Bargfeld in die Bünzau.

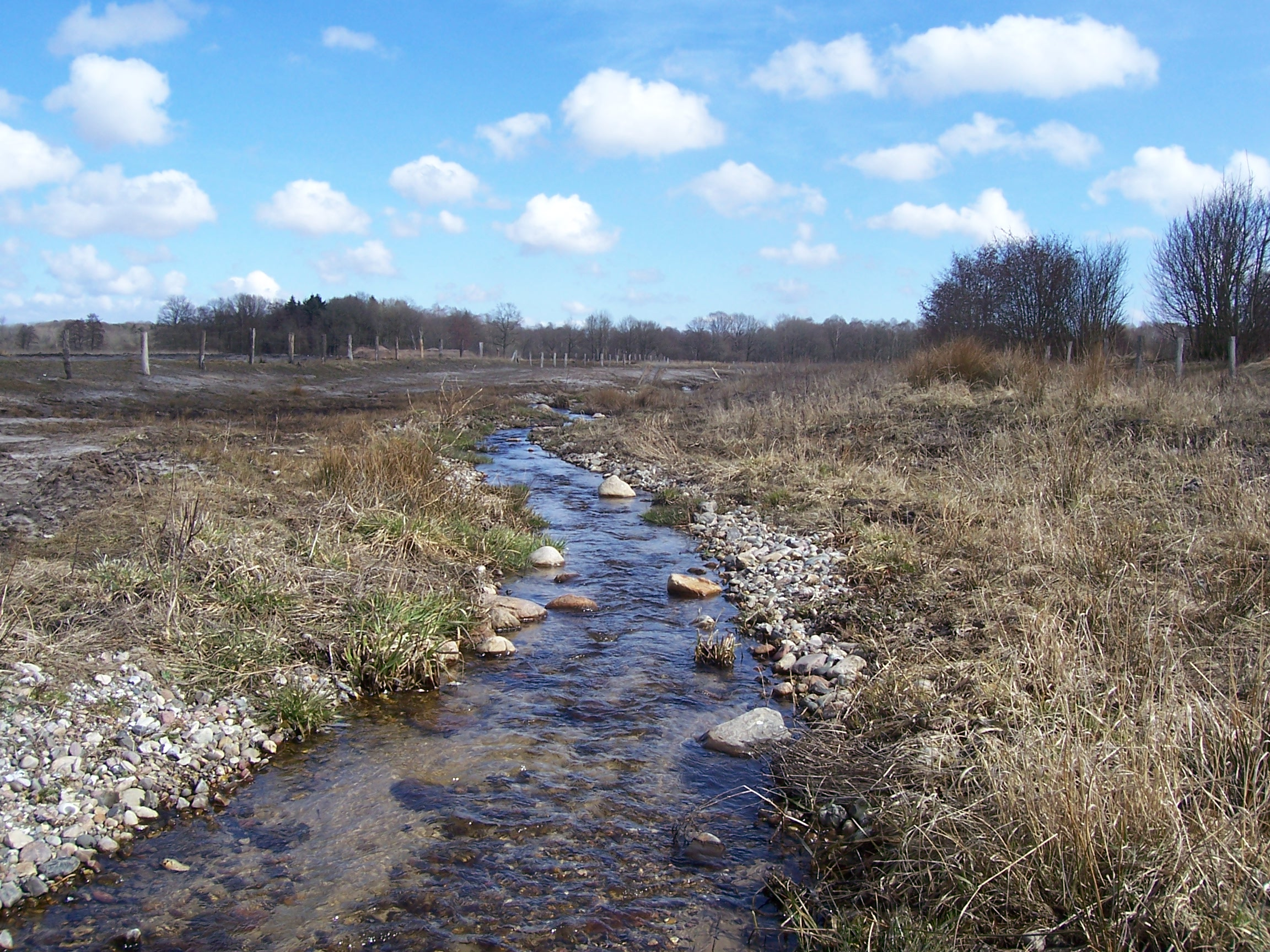
Renaturierter Unterlauf der Glasbek im April 2013

Der im Wald verlaufende ca. 1 Kilometer lange Oberlauf ist naturnah erhalten, während der Unterlauf seit der Flurbereinigung großteils in Rohren verlief und nur an einigen Stellen als Wassergraben erkennbar war. Im Frühjahr 2012 begannen die Baumaßnahmen für die Renaturierung des Unterlaufes. Die Renaturierung wurde 2015 abgeschlossen.